# 성경공부

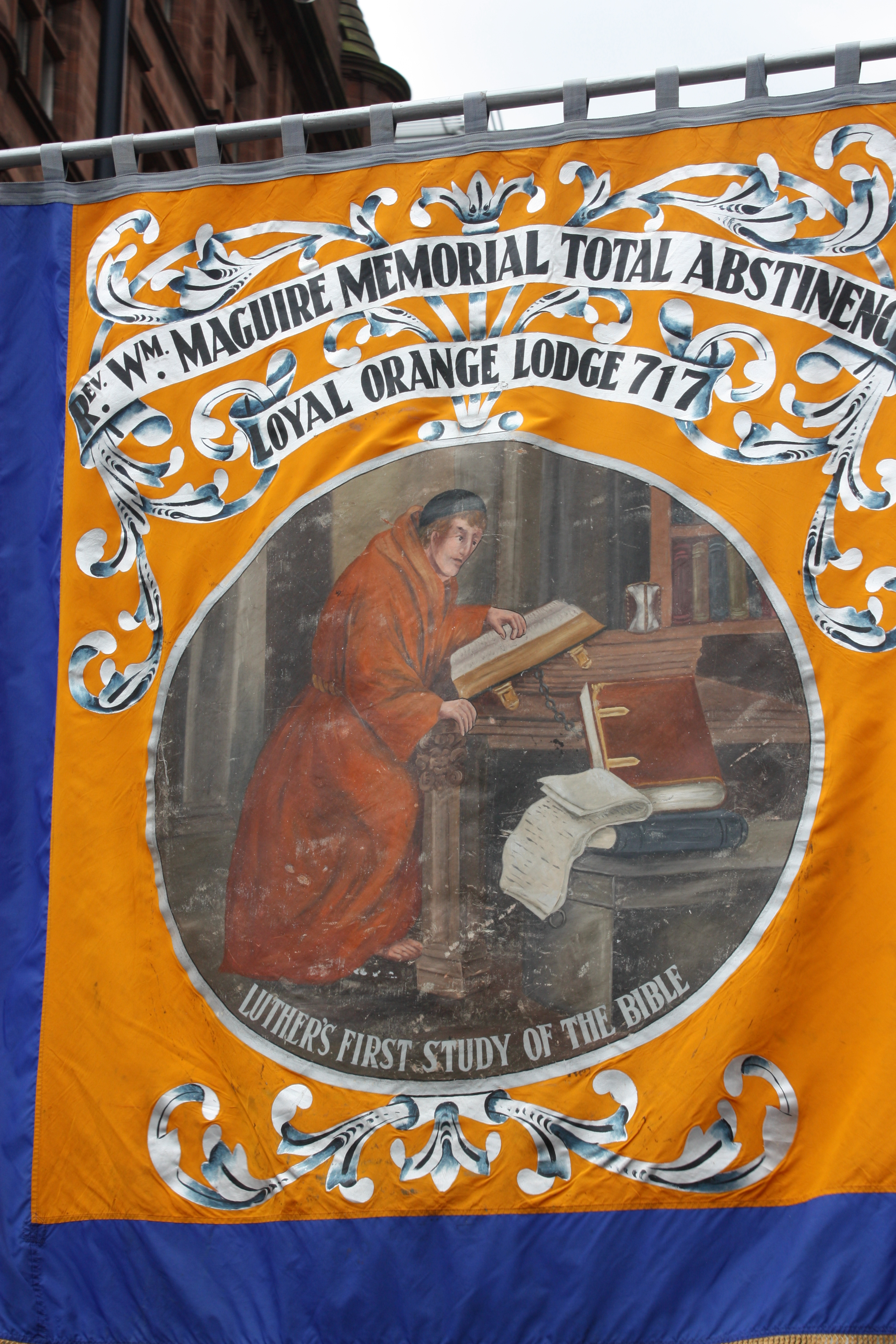

성경공부는 기독교인들이 성경을 하나님의 말씀으로 여기고 그 의미를 깨닫고자 연구하며 노력하는 활동을 말한다.

## 같이 보기
- 교리 교수
- 자의적 주석
- 주석 (해석학)
- 해석학 (철학)
- 주일학교